# Вулкеняса
Вулкеняса (рум. Vulcăneasa) — село у повіті Вранча в Румунії. Входить до складу комуни Мера.
Село розташоване на відстані 161 км на північний схід від Бухареста, 23 км на захід від Фокшан, 95 км на північний захід від Галаца, 101 км на схід від Брашова.

## Населення
За даними перепису населення 2002 року у селі проживали 1158 осіб, з них 1157 осіб (99,9%) румунів. Рідною мовою 1157 осіб (99,9%) назвали румунську.